# Варицкий, Сергей Николаевич
Серге́й Никола́евич Вари́цкий (27 октября 1958, Пичаево, Тамбовская область, РСФСР, СССР — 22 апреля 2021) — российский кинорежиссёр, продюсер, предприниматель. Режиссёр и сопродюсер фильма «Сырые дрова» (2007) — первого художественного фильма, произведённого в Калужской области.

## Биография
Сергей Варицкий родился 27 октября 1958 года в селе Пичаеве Тамбовской области. В семилетнем возрасте получил в подарок кинокамеру.
Не могу я сидеть спокойно, а, тем более, любовь к кино, которая в мою душу запала давно, с детства даже, когда <…> в детстве в деревне купили мне маленькую кинокамеру. Это был нонсенс в деревне, моих родителей осуждали соседи.
Кинокамера была куплена после продажи бабушкой бычка. Чтобы смотреть отснятую и проявленную плёнку, бабушка продала второго бычка и купила внуку кинопроектор.
Из-за переезда родителей в Балабаново и отсутствия жилья, последний класс школы оканчивал в обнинском интернате. После окончания школы, в семнадцатилетнем возрасте поступал на режиссёрский факультет ВГИКа. Не поступив во ВГИК, работал в Обнинске токарем и лаборантом. В 1980 году поступил на факультет техники и технологии пищевых производств Свердловского института народного хозяйства (СИНХ). В 1985 году параллельно с институтом окончил Свердловский филиал Высших двухгодичных курсов сценаристов и режиссёров (вместо диплома снял документальный фильм о проектировании машин) и вернулся в Обнинск.
В основанной телекомпании «ОСТ» начал снимать рекламу. В 1992 году снял одну серию первого российского телевизионного молодёжного сериала «Утраченные грёзы», которую отказалась взять руководитель редакции кинопрограмм Центрального телевидения, объяснив свой отказ тем, что «сериалы в России сниматься не будут никогда. Это не наша эстетика». Не устроившись на работу на «Мосфильме», занялся бизнесом в Обнинске.
В 1997 году снял как режиссёр короткометражный документальный фильм «Жестяной дирижабль» о взаимоотношениях Константина Циолковского и советских органов госбезопасности, использовав архивные материалы ФСБ. Затем отснял весь рабочий материал документального фильма о последних семи днях жизни Льва Толстого, но денег на монтаж фильма не хватило.
В начале 2000-х годов Варицкий прочёл в журнале «Киносценарии» сценарий игрового фильма Константина Сынгаевского «Сырые дрова» и решил снять свой первый художественный фильм. В 2007 году фильм с бюджетом 500000 рублей был снят. Главные роли исполнили актёры Калужского драматического театра, роли второго плана — непрофессиональные обнинские актёры. Декорациями служили реальные постройки калужских деревень Карпово, Коллонтай и Загрязье.
В начале 2008 года заявил о съёмках в течение года фильма «Ивано́в» о людиновском антифашистском подполье во время Второй мировой войны, но не смог их запустить, вероятно, из-за начавшегося мирового экономического кризиса. В начале 2010 года повторно заявил о съёмках в течение года уже двух фильмов — «Сырые дрова-2» (продолжение «Сырых дров») и «Иванов».
Соучредитель, член организационного комитета и председатель отборочной комиссии Международного Сретенского православного кинофестиваля «Встреча» (Обнинск).
Владелец и генеральный директор ООО «ОСТ». Генеральный директор ООО «Телекомпания ОСТ». Владелец обнинских магазинов «Обои» и «Строительный рынок», пилорамы.
В 2010 году выдвигался общественным движением «Обнинск — территория инновационного развития» в депутаты Обнинского городского Собрания.

## Фильмография

### Режиссёр
- 1992 — Утраченные грёзы (1-я серия)
- 1997 — Жестяной дирижабль
- 2007 — Сырые дрова

### Продюсер
- 2007 — Сырые дрова

## Награды и премии
- 1999 — Кинофестиваль «Правопорядок и общество» — Приз за режиссуру в документальном кино, фильм «Жестяной дирижабль»
- 2007 — Премия губернатора Калужской области «За достижения в культуре и искусстве» в номинации «кинематография», фильм «Сырые дрова»[13]